# Konstanty Adam Czartoryski
Konstanty Adam Czartoryski (Varsavia, 28 ottobre 1774 – Vienna, 24 aprile 1860) è stato un militare polacco.

## Biografia

### Infanzia

Stemma della famiglia Czartoryski

Konstanty Adam era il figlio di Adam Kazimierz Czartoryski, ministro degli esteri dello zar Alessandro I, e di sua moglie, Izabela Flemming, figlia del conte Jan Jerzy Flemming. Nei suoi appunti, il duca di Lozen afferma di essere il padre di Konstanty Adam, nato dalla sua relazione amorosa con Izabela Flemming. Un'indagine genetica sul principe vivente di Czartoryski (tra i discendenti di Konstanty) ha mostrato che appartiene davvero all'aplogruppo dell'Europa occidentale R1b1, e non al nord Europa n1c1, come tutti gli altri Gediminas.

### Carriera militare

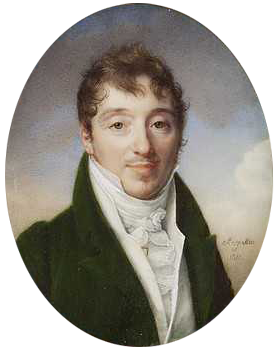
Konstanty Adam Czartoryski in abiti borghesi

Insieme al suo fratello maggiore, Adam, Konstanty viaggiò all'estero per completare la sua formazione. Nel 1795, entrambi i fratelli dovevano andare a San Pietroburgo; il più giovane, in occasione dell'ascesa al trono dell'imperatore Paolo I, fu nominato generale di brigata e aiutante del Granduca Konstantin Pavlovič.
Quando nel 1798, suo fratello Adam andò alla corte sarda come ambasciatore russo, a Konstanty fu permesso di tornare nella tenuta dei suoi genitori a Puławy. Nel 1809, durante la guerra di Napoleone con l'Austria, formò un reggimento a proprie spese e combatté con gli austriaci come generale del Granducato di Varsavia.

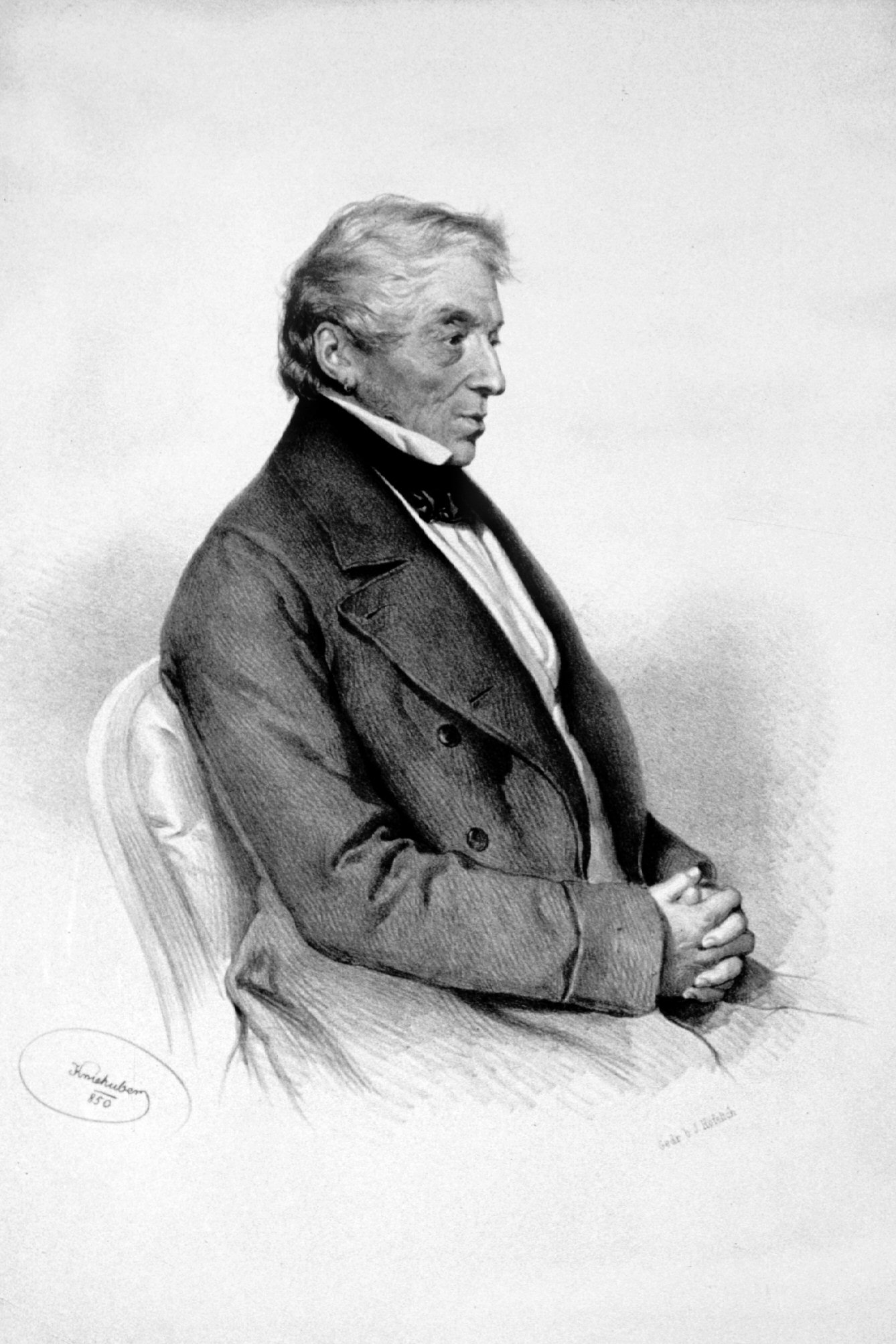
Czartoryski in una litografia di Josef Kriehuber

Nel 1812 prese parte nella campagna russa di Napoleone e si distinse durante la presa di Smolensk, dove rimase gravemente ferito vicino a Mozhaisk.
Dopo la formazione del Regno del Congresso, fu nominato aiutante generale dell'imperatore Alessandro I.

### Primo matrimonio

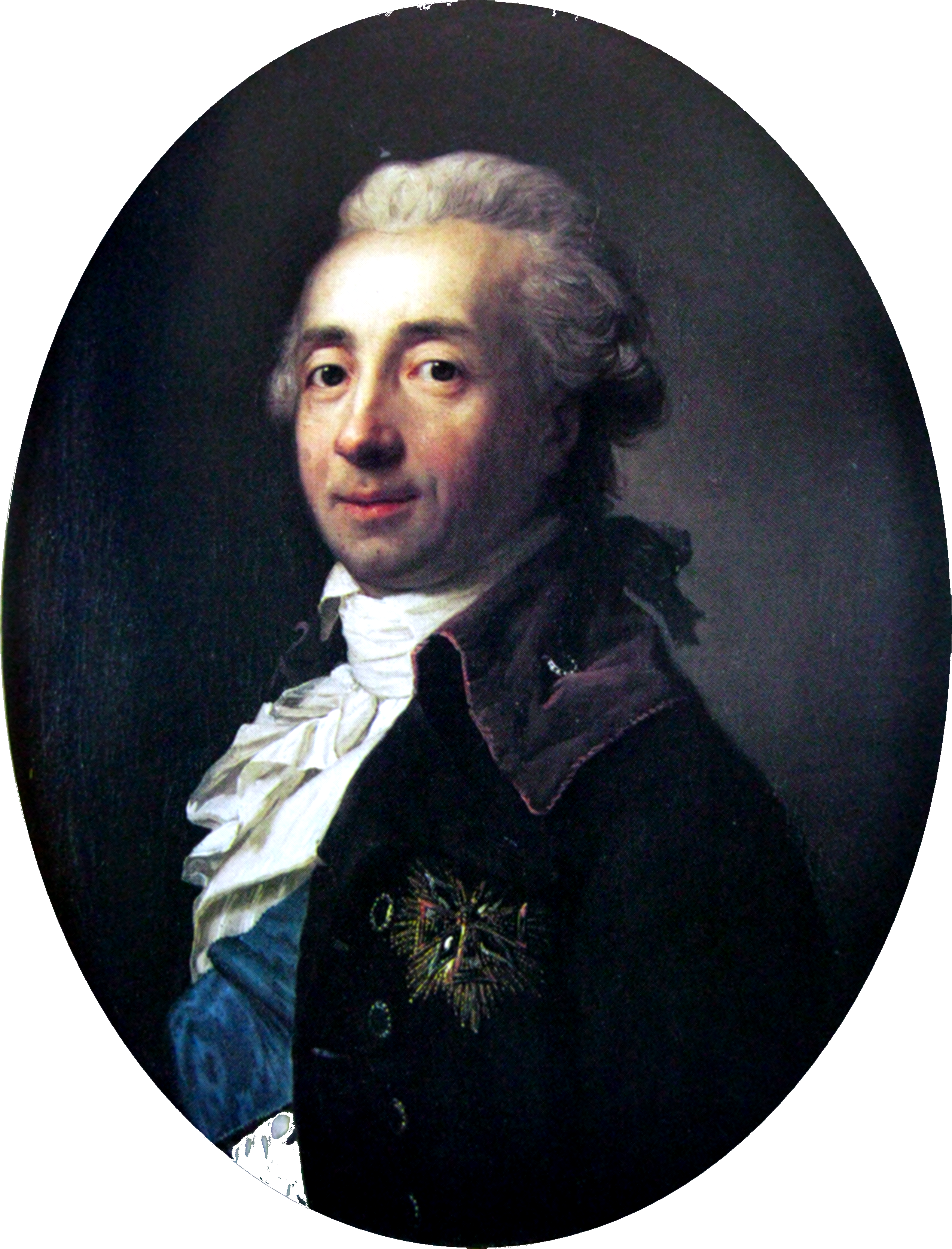
Il governatore di Vilnius, Michał Hieronim Radziwiłł

Sposò, il 20 luglio 1802, la principessa Aniela Radziwiłł (1781-1808), figlia dell'ultimo governatore di Vilnius, Michał Hieronim Radziwiłł. Ebbero due figli.

### Secondo matrimonio

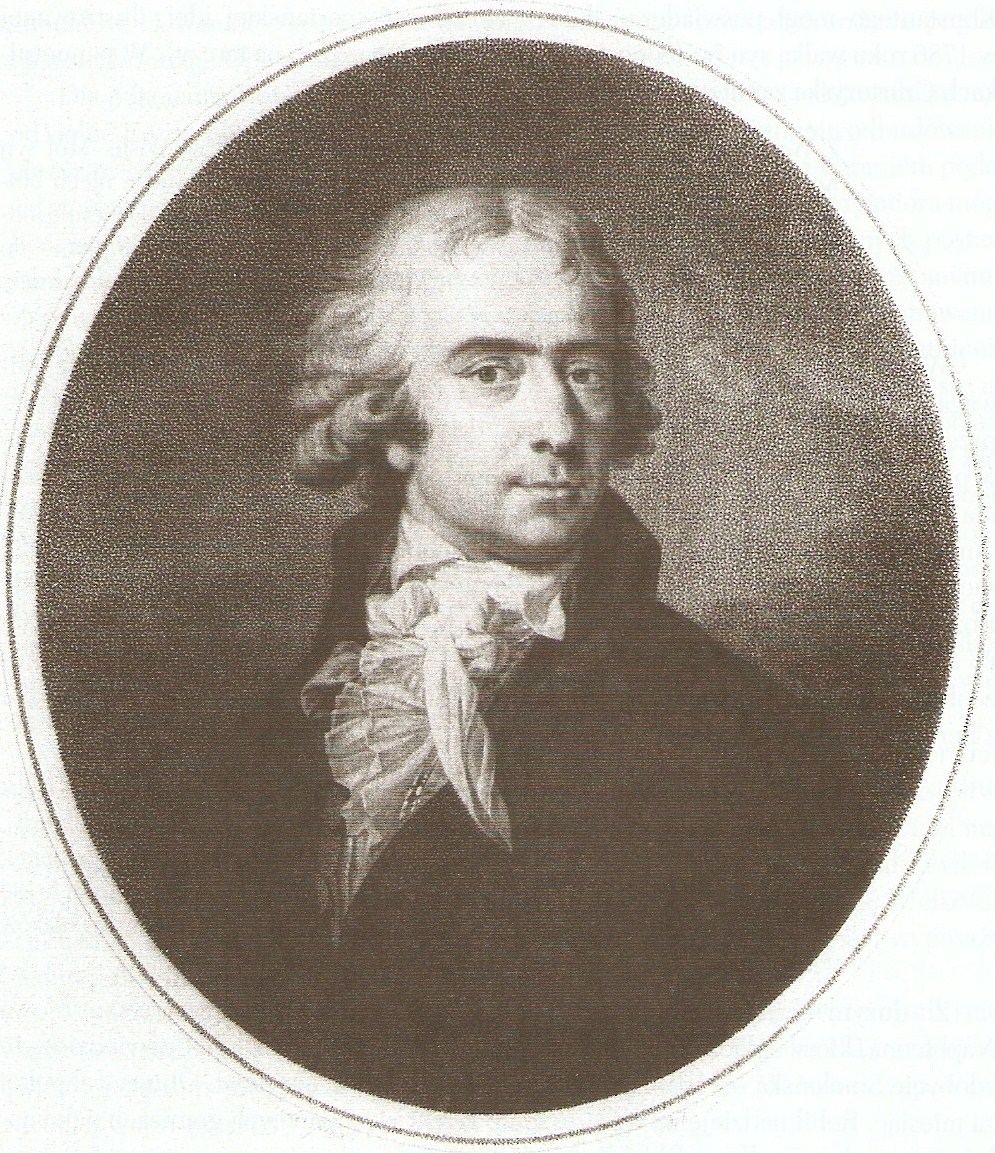
Konstanty Czartoryski in una stampa d'epoca

Sposò, il 20 marzo 1810 a Vienna, Maria Dzierżanowska (1790-1842), figlia di Jan Dzierżanowski. Ebbero quattro figli.

### Morte

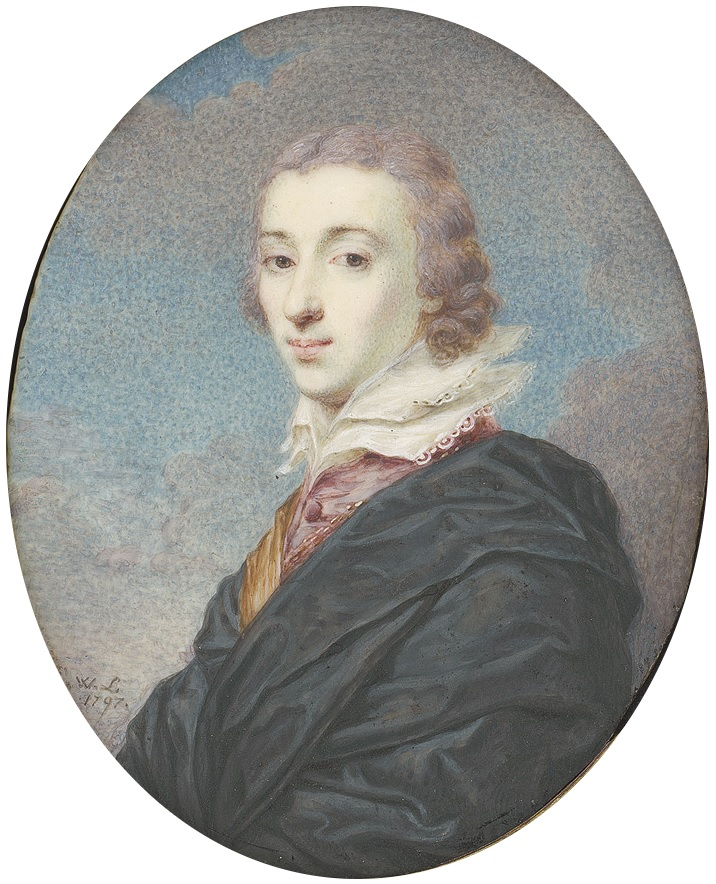
Konstanty Adam in un ritratto di Wincenty de Lesseur

Dopo l'insuccesso della Rivolta di Novembre contro l'Impero russo, fu costretto a recarsi esule a Parigi dove visse gran parte della sua vita in esilio.
Si stabilì a Vienna nel 1828. Qui ha messo su una preziosa collezione di dipinti e ha comprato nel 1832, il Czartoryski Schlössel. Lì ha reso disponibile la sua collezione d'arte.
Konstanty morì il 23 aprile 1860 a Vienna. Il palazzo lo ereditò suo figlio Jerzy Konstanty, dopo la cui morte nel 1912 lo acquistò la città di Vienna. Il palazzo fu demolito nel 1957.

## Discendenza
Konstanty Adam con Aniela Radziwiłł, sua prima moglie, ebbe due figli:
- Adam Konstanty Czartoryski (24 aprile 1804-19 dicembre 1880);
- Eudoxie Czartoryska.

Dal suo secondo matrimonio con Maria Dzierżanowska nacquero quattro figli:
- Aleksander Romuald Czartoryski (7 febbraio 1811-9 luglio 1886);
- Maria Zuzanna Czartoryska (11 agosto 1817-1868), sposò il conte Achille de la Roche-Pouchin;
- Konstanty Marian Czartoryski (9 aprile 1822-31 ottobre 1914);
- Jerzy Konstanty Czartoryski (24 aprile 1828-23 dicembre 1912).